# Anžejs Pasečņiks
Anžejs Pasečņiks (ur. 20 grudnia 1995 w Rydze) – łotewski koszykarz występujący na pozycji środkowego, reprezentant kraju.
W 2019 reprezentował Washington Wizards podczas letniej ligi NBA.

## Osiągnięcia
Stan na 13 września 2023 na podstawie, o ile nie zaznaczono inaczej.

### Drużynowe
- Mistrz Łotwy (2012, 2013, 2015)
- Wicemistrz Łotwy (2014)
- Brąz Ligi Bałtyckiej (2012)
- Zdobywca superpucharu Hiszpanii (2016)
- Finalista:
  - pucharu Hiszpanii (2016)
  - superpucharu Hiszpanii (2017)

### Indywidualne
- MVP meczu gwiazd Europy U–18 (2013)
- Zaliczony do składu najlepszych młodych zawodników hiszpańskiej ligi Endesa (2017)
- Uczestnik meczu gwiazd:
  - ligi łotewskiej (2014)
  - Europy U–18 (2013)

### Reprezentacja

#### Seniorska
- Uczestnik:
  - mistrzostw świata (2023 – 5. miejsce)[5]
  - kwalifikacji do :
    - mistrzostw świata (2019)
    - igrzysk olimpijskich (2016)

#### Młodzieżowe
- Uczestnik mistrzostw Europy:
  -     - U–20 (2014 – 16. miejsce)
    - U–18 (2013 – 4. miejsce)
- Zaliczony do I składu mistrzostw Europy U–18 (2013)